# Archaeorhynchus
Archaeorhynchus es un género extinto de ave que vivió durante el Cretácico Inferior en lo que ahora es Asia. La única especie conocida, Archaeorhynchus spathula, vivió en el Aptiense. Se conoce por el holotipo, un esqueleto casi completo y articulado, encontrado en la Formación Yixian en la provincia de Liaoning (China). En 2013 se ha reportado el hallazgo de dos esqueletos completos y articulados más, ambos subadultos.
Los tres ejemplares presentan gastrolitos, lo que induce a pensar que eran herbívoros.